# MP 89
Le MP 89 (Metro Pneu appel d'offres 1989) est un matériel roulant sur pneumatiques utilisé dans le métro de Paris. À partir de 1997, il équipe la ligne 1 en conduite manuelle jusqu’à l’automatisation de cette ligne en 2012. Il a par ailleurs équipé la ligne 14 lors de son ouverture en 1998, en version intégralement automatique, et ce jusqu’en 2023. Ce matériel à l'esthétique nouvelle a été dessiné par Roger Tallon. Il intègre plusieurs nouveautés, en particulier l'intercirculation entre les voitures, expérimentée sur le prototype Boa puis le MF 88, et l'ouverture automatique des portes à chaque arrêt.
À partir de 2011, il équipe la ligne 4, après avoir été remplacé, sur la ligne 1 à l'occasion de son automatisation, par le MP 05, version dérivée du MP 89 possédant la même esthétique extérieure, mais techniquement modernisée. Depuis 2023, les MP 89 CC sont progressivement redéployés sur la ligne 6 dans le cadre de l'automatisation de la ligne 4, tandis que cette dernière est équipée des MP 89 CA et MP 05 en provenance de la ligne 14 en complément des nouveaux MP 14.

## Histoire
En 1988, après des investissements massifs, l'ensemble du parc de la RATP est finalement modernisé. Les dernières rames Sprague ont été réformées en 1983 et l'âge moyen des matériels est de 14 ans. La RATP, anticipant le vieillissement des matériels, décide de changer sa politique de renouvellement du matériel roulant pour éviter un renouvellement simultané des matériels de toutes ses lignes.
La priorité est alors de remplacer les trains MP 55 de la ligne 11 et de permettre le prolongement de la ligne 1 jusqu'à La Défense. La concrétisation du projet de construction de la ligne 14 pousse la RATP à effectuer une importante commande de trains de type MP 89 en deux versions :
- une version sans cabine de conduite destinée à équiper la ligne 14 et prévue pour être entièrement automatique ;
- une version avec cabine de conduite destinée à équiper la ligne 1.

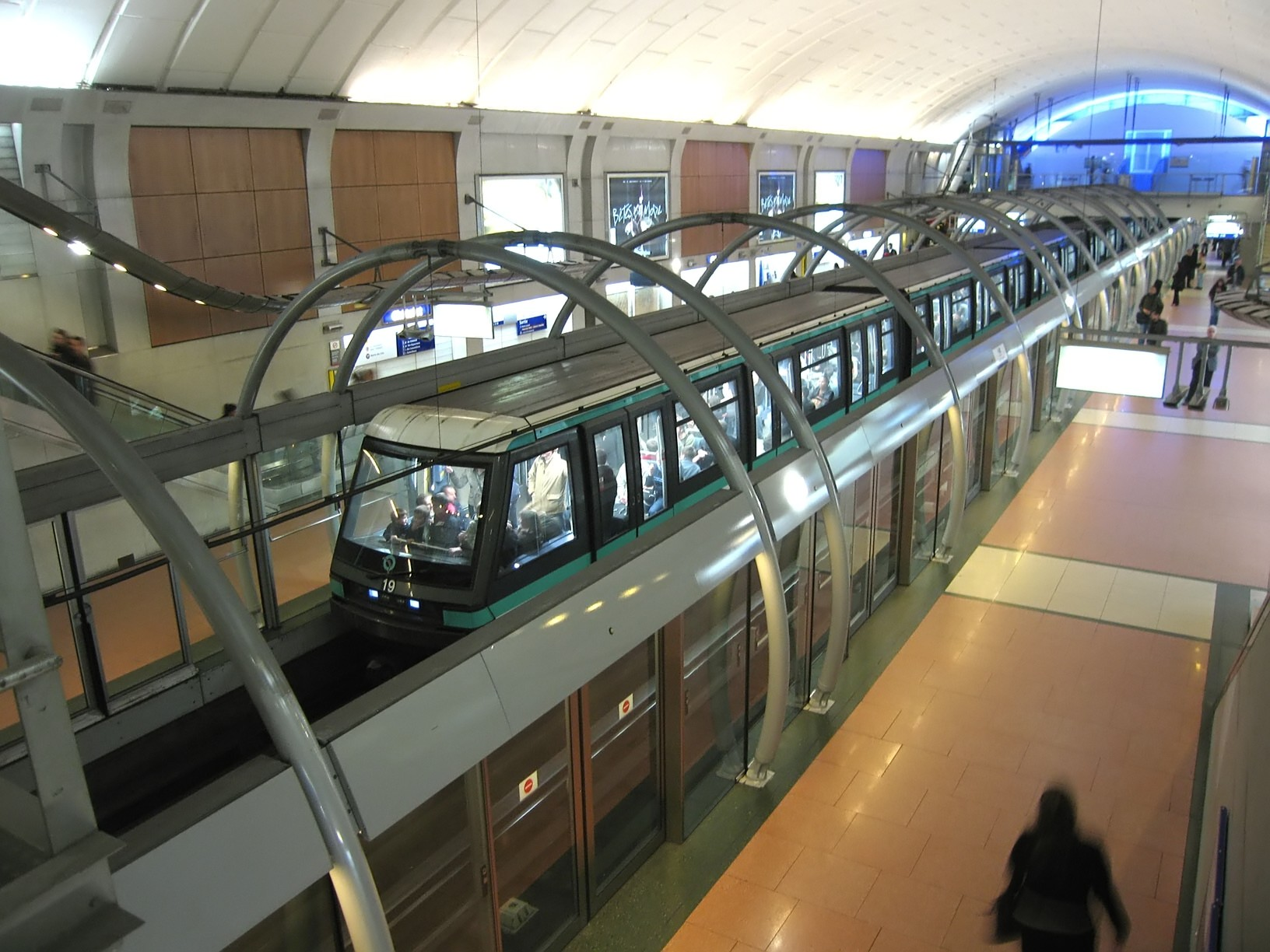
Rame MP 89 CA à la station Châtelet de la ligne 14, en 2006.
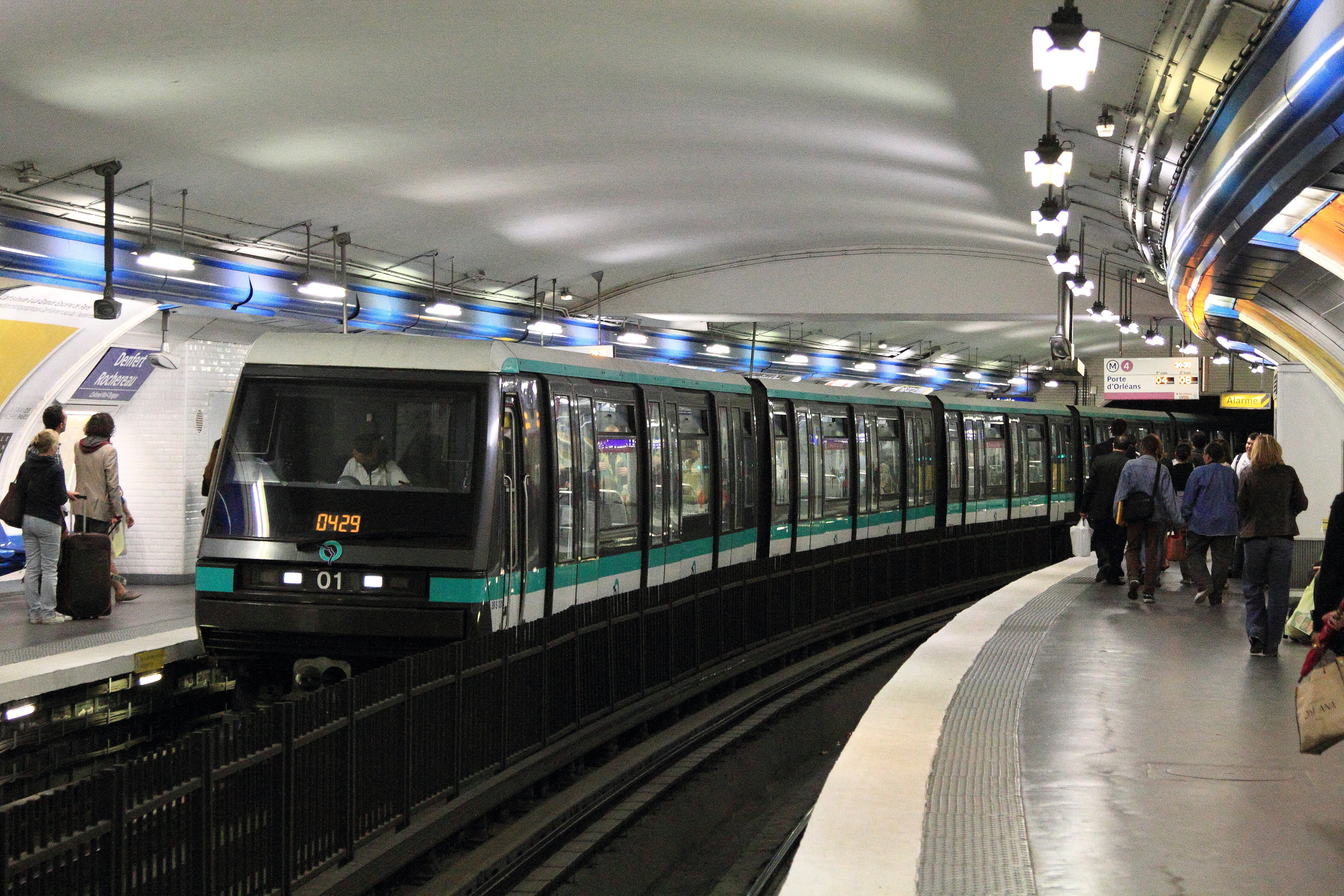
Rame MP89 CC à Denfert-Rochereau, en 2011, sur la ligne 4.
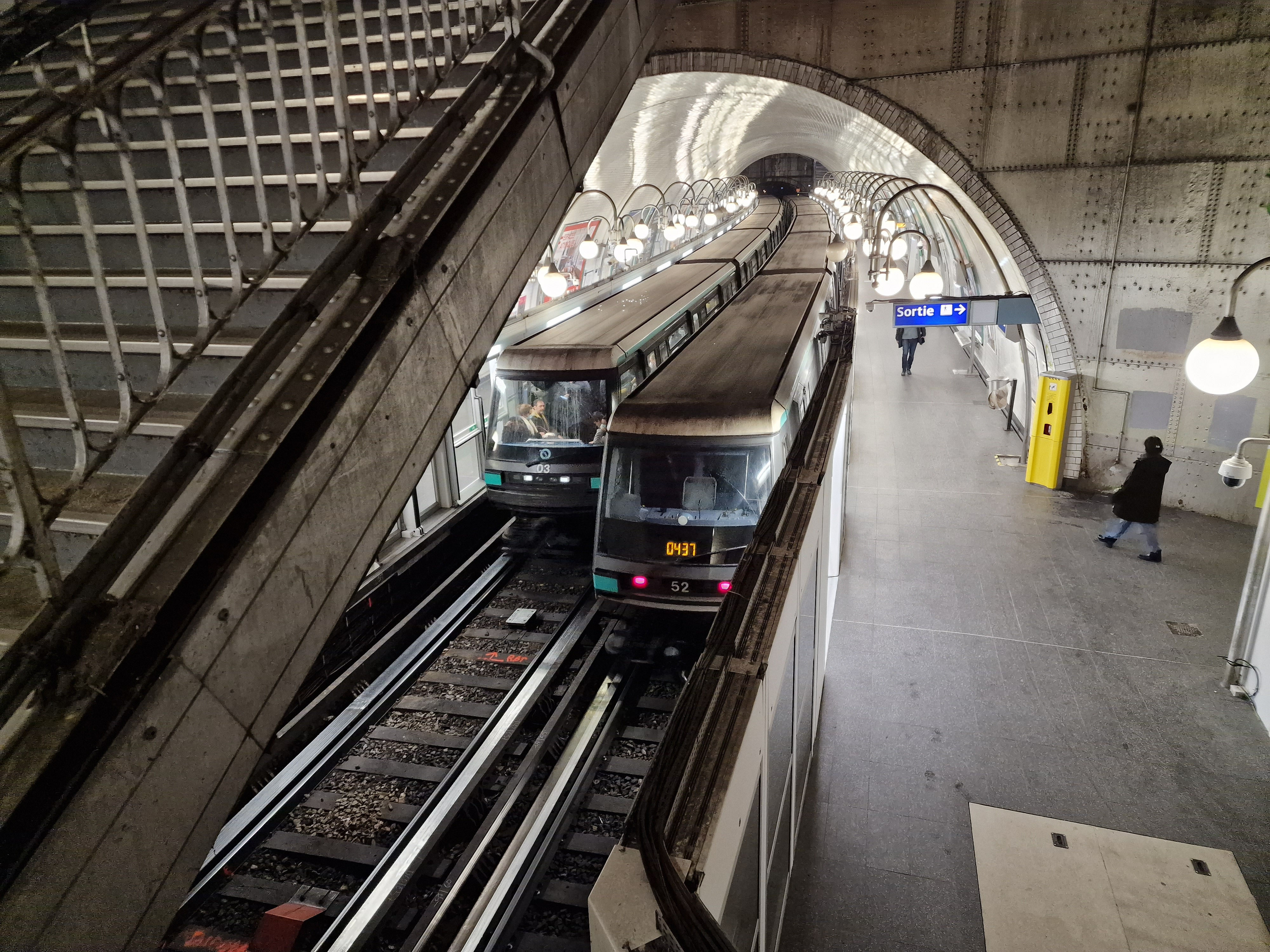
Cohabitation des rames MP89 CA et CC sur la ligne 4 en 2023.

Le conseil d'administration de la RATP approuve le 28 septembre 1990 la fourniture d'un contrat à GEC-Alsthom pour la livraison de 665 voitures de type MP 89. Mais ce sont finalement 52 trains pour la ligne 1 et 21 trains pour la ligne 14, qui sont commandés (soit 438 voitures).
Circulant aujourd'hui sur la ligne 4, deux rames MP 89 CA de présérie sont livrées en 1994 pour des tests sur la base d'essais de la petite ceinture.
Le MP 89 est mis en service avec voyageurs le 27 mars 1997 sur la ligne 1 et le 15 octobre 1998 sur la ligne 14, à l'ouverture de la ligne. Au fur et à mesure de la réception des nouveaux matériels MP 05 sur la ligne 1 en 2011 dans le cadre de son automatisation, les trains MP 89 de cette ligne sont progressivement transférés sur la ligne 4. En avril 2013, l'ensemble du parc MP 89 CC est muté sur cette dernière ligne.
En février 2016, des tests de nuit sont réalisés afin d'analyser les problèmes rencontrés lors de leurs éventuelles mutations sur la ligne 6.
En août 2016, selon une délibération du STIF concernant l'avenir des matériels roulants du réseau, la mutation des MP 89 CC est confirmée pour la ligne 6 et devrait se dérouler entre 2018 et 2023. Durant cette période, 47 rames (sur 52) devront être raccourcies en passant de six à cinq voitures, pour les adapter à la longueur des stations de la ligne 6,,,.
Le 12 septembre 2022, les premières rames MP 89 CA en provenance de la ligne 14 entrent en service sur la ligne 4 dans le cadre de son automatisation intégrale, libérant ainsi progressivement les MP 89 CC dont le redéploiement vers la ligne 6 débute en janvier 2023, et devrait s'achever en 2026.
Le 24 mars 2023 marque le dernier jour de circulation des MP 89 CA sur la ligne 14, qui perd son matériel roulant d'origine,. Le 15 décembre suivant, c'est au tour des MP 89 CC de quitter la ligne 4 qui devient entièrement automatisée.

## Caractéristiques
Le MP 89 existe en deux versions :

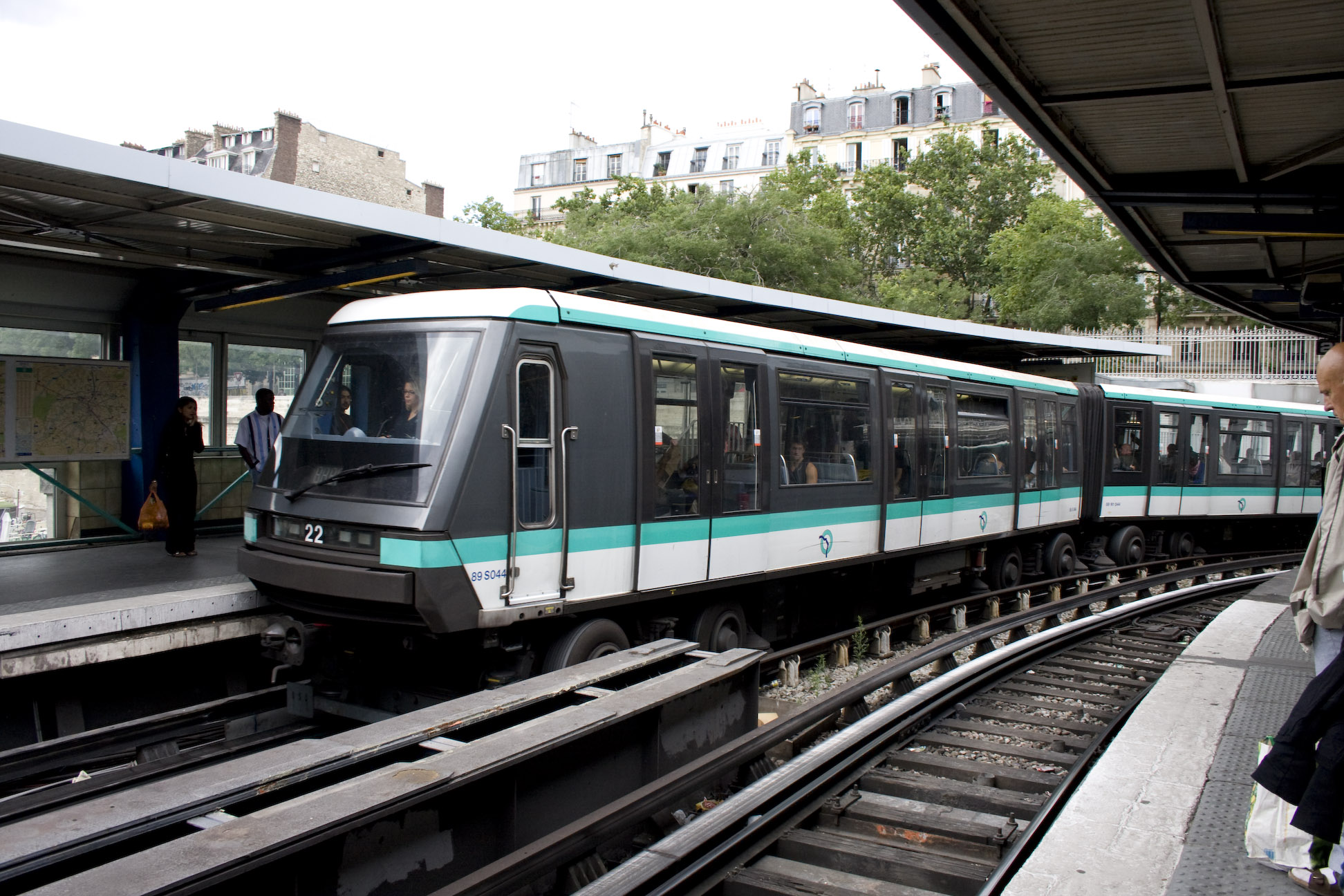
Rame MP 89 CC à la station Bastille de la ligne 1, en 2008.

- MP 89 CC, pour conduite conducteur (manuelle), version initialement utilisée sur la ligne 1, puis sur la ligne 4 et la ligne 6 ;

- MP 89 CA, pour conduite automatique, version utilisée sur la ligne 4 et la ligne 14 (Meteor). Cette version ne possède pas de loge de conduite, ce qui permet aux voyageurs d'observer la voie depuis une grande vitre en bout de rame. Il existe toutefois un panneau de commande de secours fermé par un capot.

L'ouverture et la fermeture des portes sont intégralement automatiques. L'usager n'a pas besoin d'actionner un quelconque mécanisme avant de monter ou de descendre, par opposition à tous les types antérieurs de rames où il est nécessaire de lever un loqueteau  ou d'appuyer sur un bouton pour obtenir l'ouverture.
Il existe, pour les MP 89 CC, deux types de système de fermeture de portes différents selon les rames :
- le système Fersystem, qui est équipé d'une courroie crantée et qui est reconnaissable à son bruit sec lors de l'ouverture des portes. Il équipe trente MP 89 CC portant les no 02, 04, 05, 06, 10, 11, 15, 16, 17, 19, 21, 22, 23, 26, 27, 32, 33, 35, 36, 39, 41, 42, 43, 45, 46, 47, 48, 49, 50 et 52 ;
- le système Faiveley à vis sans fin qui équipe également les MP 89 CA de la ligne 14. Vingt-trois MP 89 CC en sont équipés, portant les no 01, 03, 07, 08, 09, 12, 13, 14, 18, 20, 24, 25, 26 (uniquement la remorque de tête « 89 S 051 ») 28, 29, 30, 31, 34, 37, 38, 40, 44 et 51. Ce sont ces rames qui sont parties en premier lieu sur la ligne 4 afin de faciliter la gestion des pièces détachées nécessaires.

### Design et aménagements

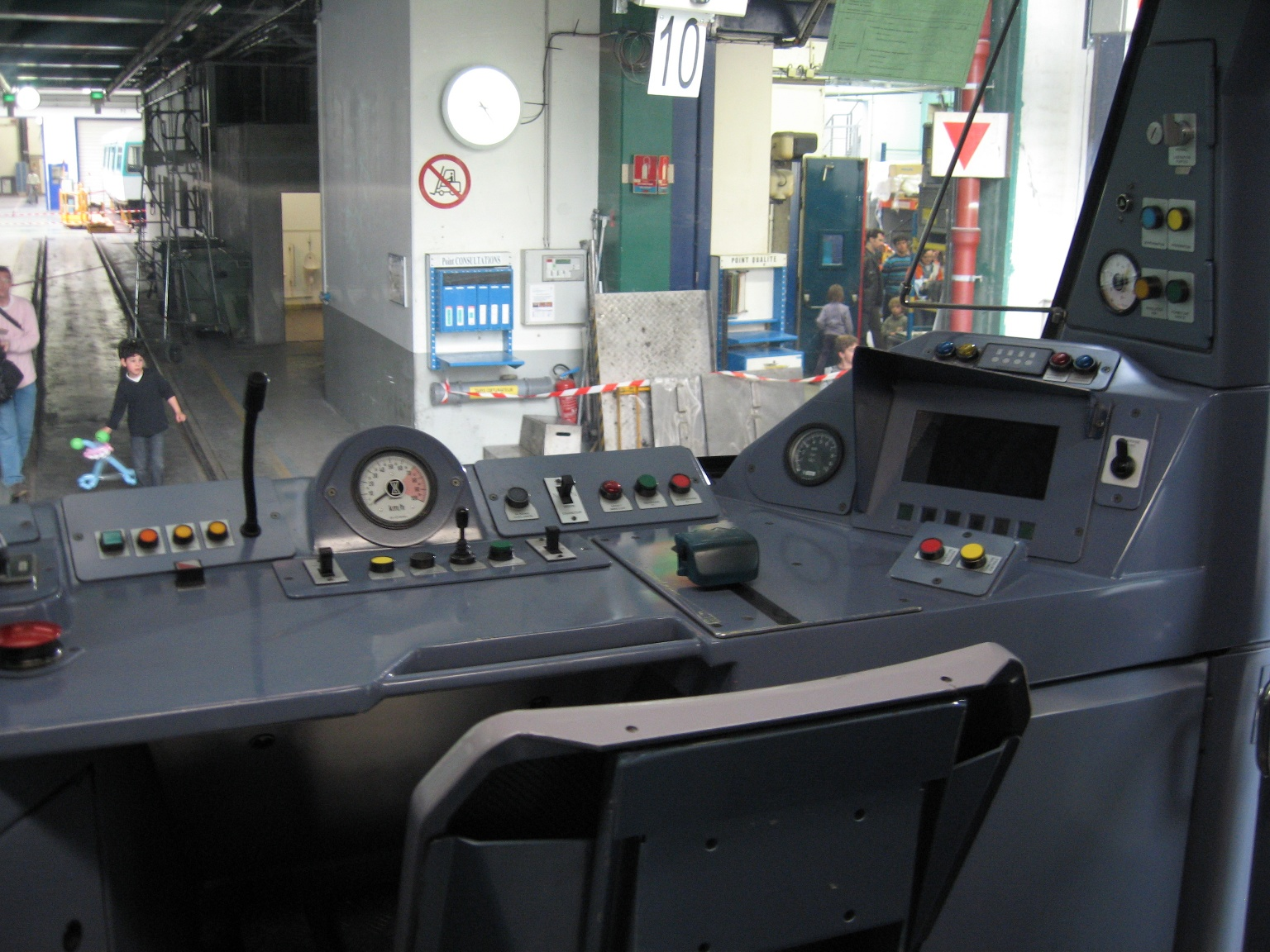
Cabine de conduite d'un MP 89 CC.

Le design du MP 89 est le fruit d'une étude réalisée par le designer Roger Tallon.
L'intercirculation entre les différentes voitures est possible, ce qui permet une meilleure répartition des voyageurs en cas d'affluence. Le modèle d'intercirculation diffère cependant suivant les modèles, les ingénieurs craignant une usure prématurée de l'intercirculation de type Paulstra entièrement « caoutchouc » équipant le modèle CA (inspiré directement de celui du MF 88) sur le modèle CC de la ligne 1 à cause du faible rayon de courbure de certaines portions, particulièrement à Bastille avec une des courbes les plus serrées du réseau (37 mètres de rayon). Les garages en courbe poseraient également problème en laissant les boudins longtemps en mauvaise position.
Initialement, les modèles CC avaient donc tous une intercirculation de type SIG-Hübner, renforcée avec des panneaux solides à l'intérieur et des boudins plus petits, sauf les rames 51 et 52 équipés de la même intercirculation de type Paulstra que les CA afin d'effectuer des tests de comparaison de leur usure. Le nombre de rames en intercirculation Paulstra augmente ensuite progressivement au vu des bons résultats des tests d'usure.
La rame 48 sert ensuite de tests pour l'intercirculation de type Hübner en 2005 (que l'on retrouve sur tous les MF 01), suivie par un nombre croissant de rames avant d'être généralisée. La dernière rame MP 89 CC ayant perdu les intercirculations Sig-Hübner est la rame 42 en 2017.
Au 15 septembre 2017, la répartition des rames par type d'intercirculation est :
- Type Paulstra pour 28 rames : no 02, 03, 04, 07, 08, 09, 13, 16, 17, 18, 21, 22, 23, 25, 27, 29, 30, 32, 34, 35, 36, 37, 39, 40, 41, 42, 51 et 52.
- Type Hübner pour 24 rames : no 01, 05, 06, 10, 11, 12, 14, 15, 19, 20, 24, 26, 28, 31, 33, 38, 43, 44, 45, 46, 47, 48, 49 et 50.

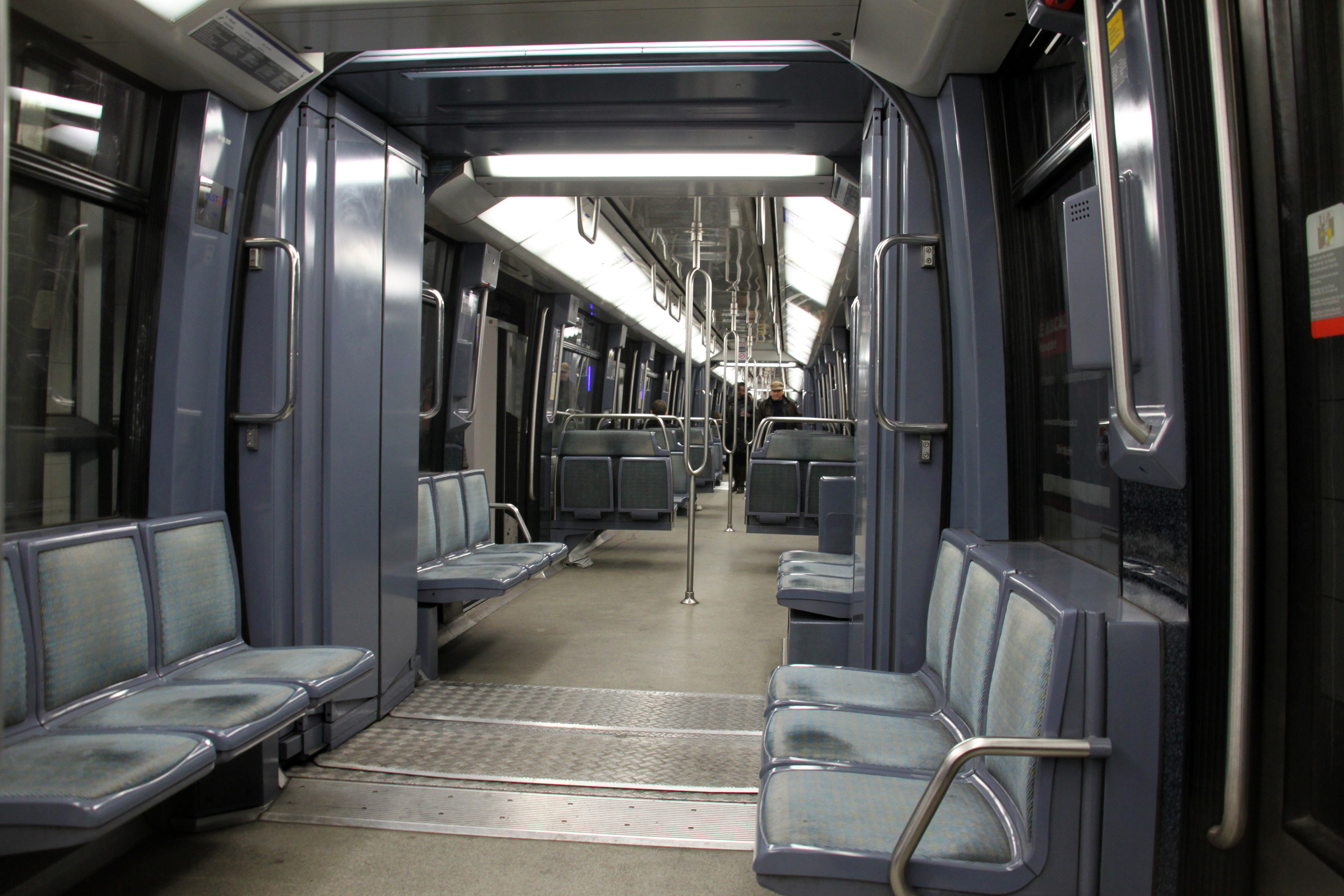
Intérieur d'un MP 89 CC avec intercirculation de type Sig-Hübner.
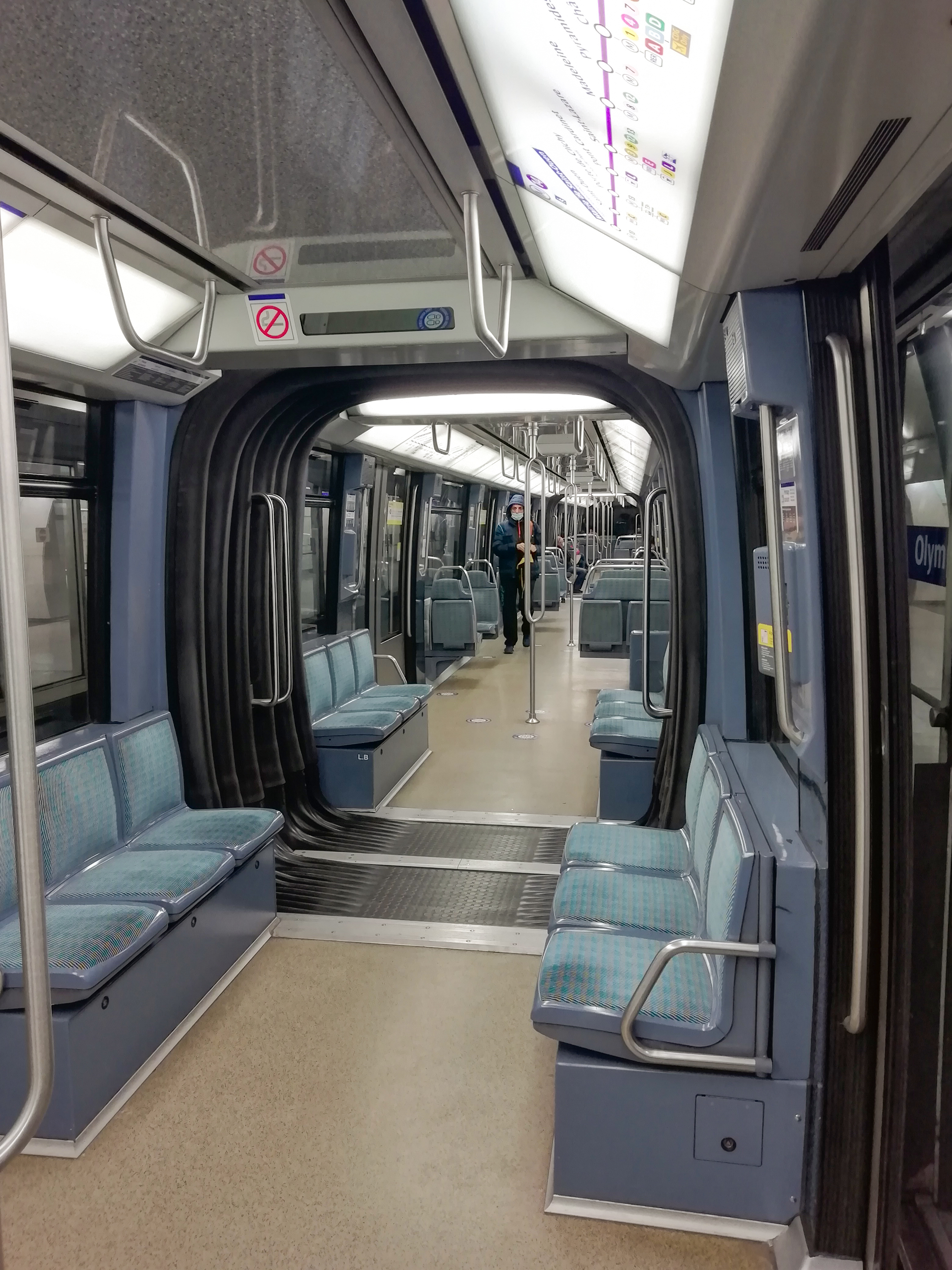
Intérieur d'un MP 89 CA avec intercirculation de type Paulstra.
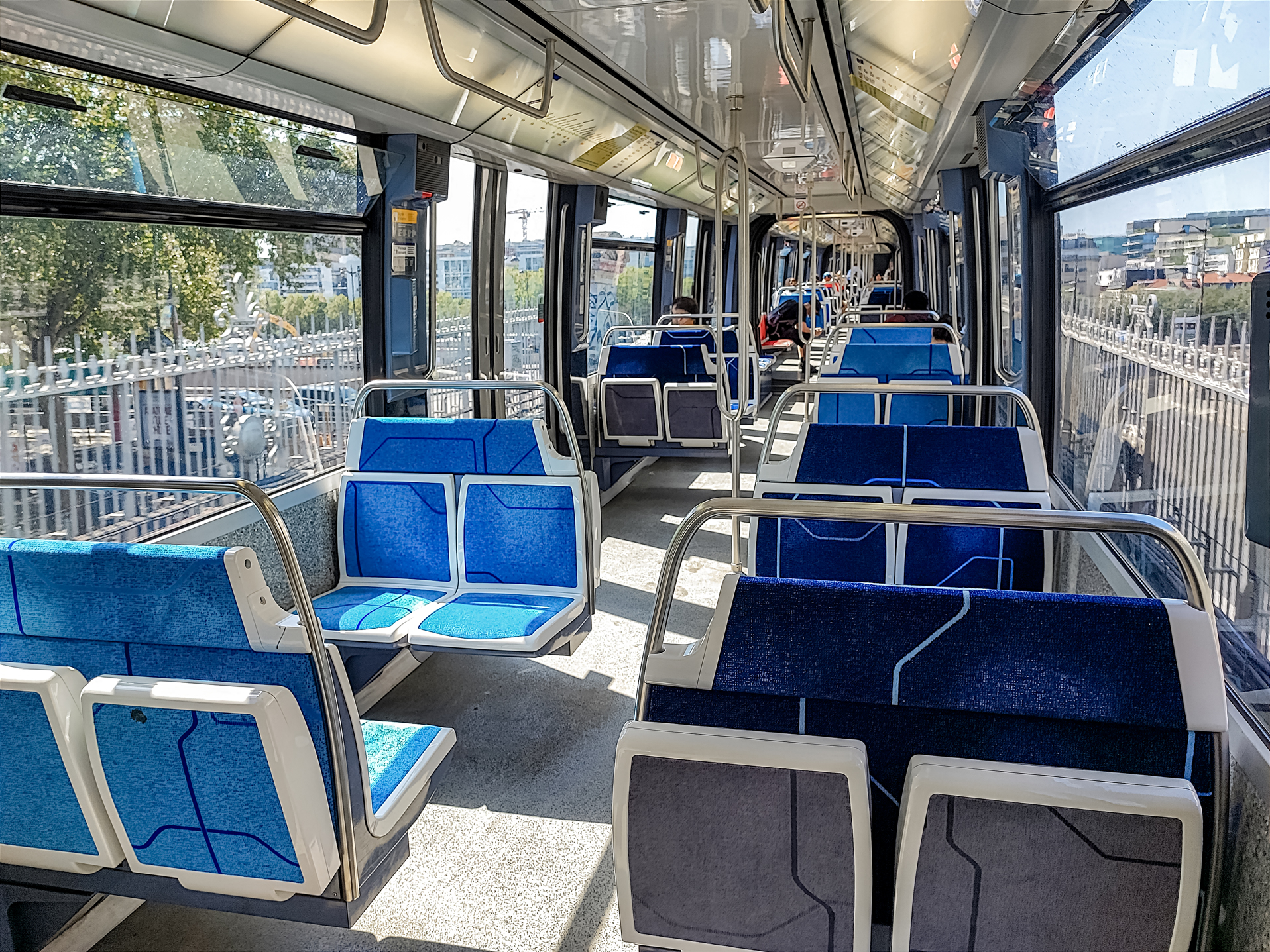
Intérieur d'un MP 89 CC rénové de la ligne 6.

Au-dessus de chaque seuil, un voyant rouge s'allume avant la fermeture des portes, en plus du traditionnel signal sonore. Les stations sont annoncées automatiquement par un message préenregistré (ASA). Des écrans vidéos LCD d'information ou Dilidam ont été expérimentés dans la rame 36 de la ligne 1 en 2007. L'éclairage est assuré par de larges bandeaux lumineux auxquels sont incorporés des plans de la ligne au droit des portes.
L'aménagement des sièges diffère aussi des autres matériels roulants précédemment mis en service. Si les sièges sont disposés de facon classique en 2+2 sur les voitures intermédiaires des modèles CC, ils sont disposés en 2+1 sur les voitures d'extrémité du modèle CC et dans toutes les voitures du modèle CA, contrairement aux matériels antérieurs dont l'aménagement est systematiquement en 2+2. Les sièges situés de part et d'autre des intercirculations sont disposés de façon longitudinale.
Le coloris intérieur des rames comporte quelques différences minimes selon la version, un gris ardoise pour la version CC et du bleu barbeau foncé pour la version CA.
Le poste de conduite comprend toutes les commandes à la disposition du conducteur : vitesse, frein, arrêt au droit des portes palières, feux, fermeture et ouverture des portes, mise sous et hors tension des systèmes mécanique et électrique, etc.
Le tableau de bord dispose également d'un système avec écran tactile gérant automatiquement les annonces sonores automatiques (ASA). À l'arrivée d'une rame à la station Denfert-Rochereau, la voix prononce une fois « Denfert-Rochereau » au moment du freinage du train sur une intonation montante et encore une fois « Denfert-Rochereau » un peu avant l'arrêt du train sur une intonation descendante, suivi de « Attention à la marche en descendant du train », car la distance entre le quai et le train est importante. Un néon bleu clignote entre le quai et le train en donnant une légère sonorisation pour rappeler à ceux qui descendent l'existence de cet espace et prévenir ceux qui montent. À l'aide de l'écran tactile, le conducteur peut sélectionner une annonce préenregistrée, comme « Pas d'arrêt à la prochaine station pour travaux ».

### Fiche technique

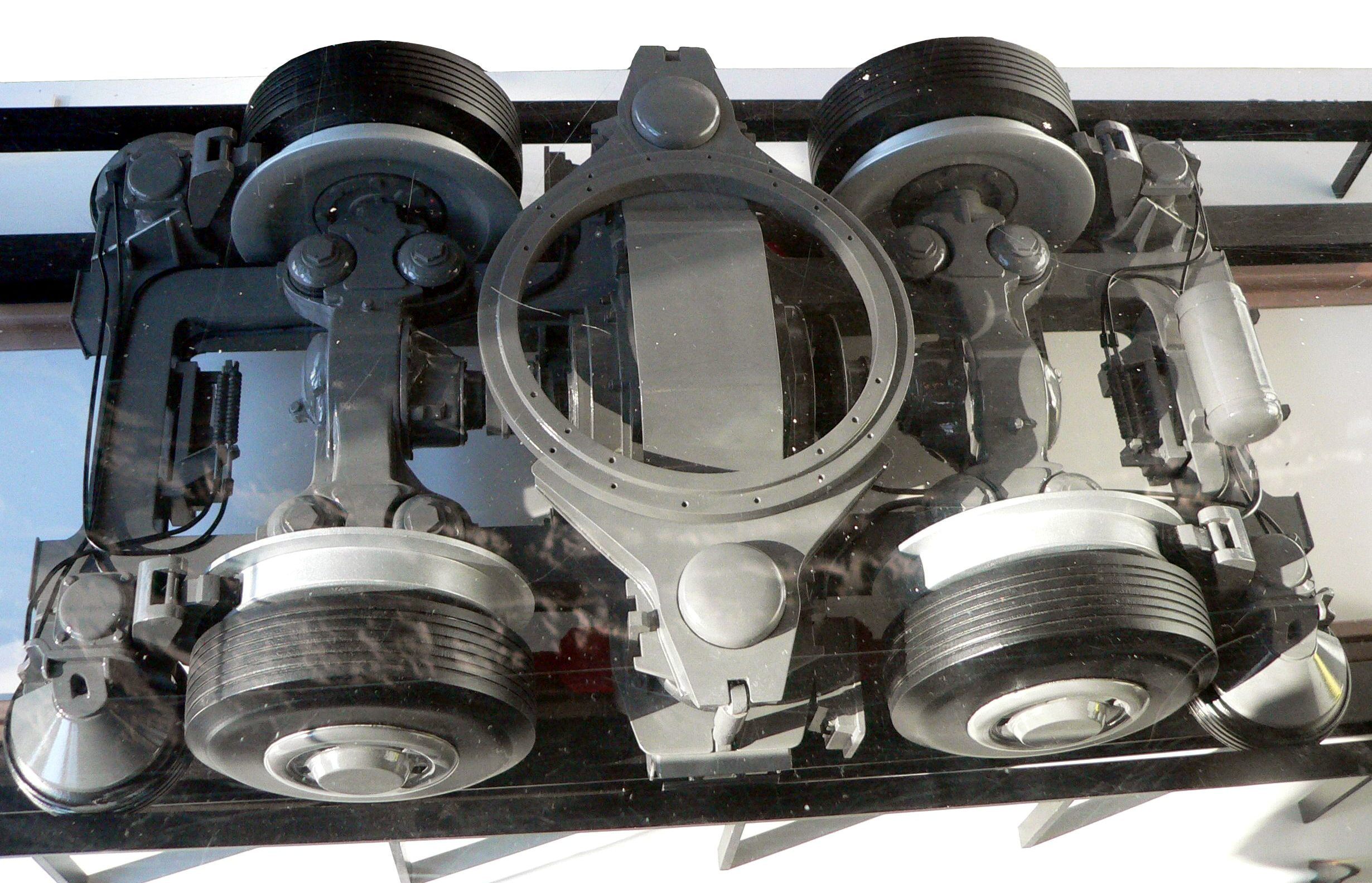
Bogie d'un MP 89.

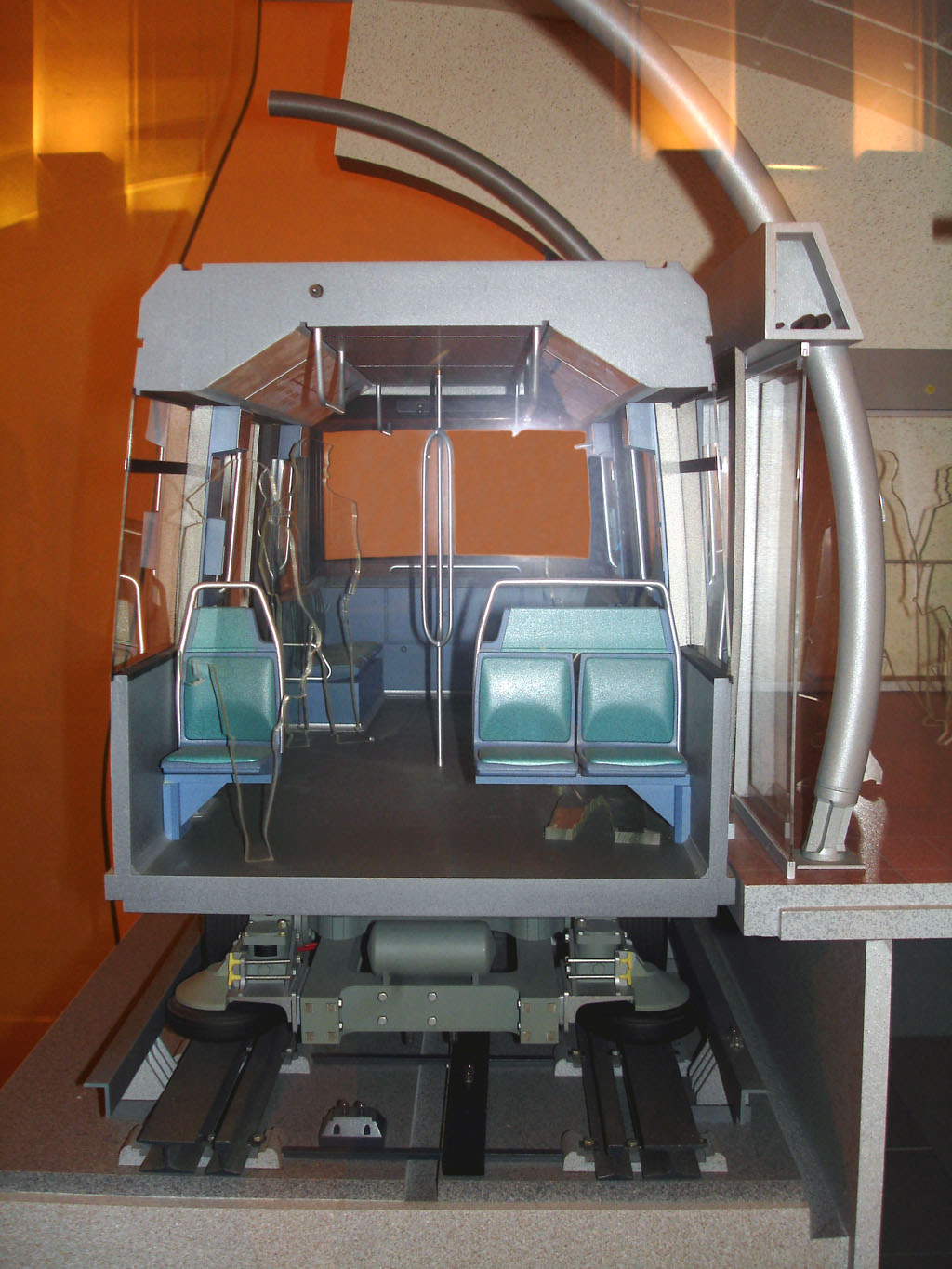
Coupe d'une rame MP 89 CA de la ligne 14 au musée des arts et métiers.

Sauf mention contraire, les informations ci-dessous concernent les rames ayant leur configuration d'origine à six caisses.
- Lignes équipées : Lignes 4 et 6 (à 5 caisses pour cette dernière)
- Nombre de rames livrées : 52 rames (CC) - 21 rames (CA)
- Composition : 6 voitures (S-N-N-N-N-S), raccourcies à 5 voitures (S-N-N-N-S) pour les rames CC déployées sur la ligne 6
- Longueur hors tout : 90,28 m
- Largeur maximum : 2,448 m
- Poids : 144,2 tonnes (CC) - 135 tonnes (CA)
- Matériau utilisé pour la caisse : alliage d'aluminium
- Motorisation : 2000 kW
- Onduleurs de traction : à thyristors GTO, sortie triphasée
- Accélération au démarrage : 1,25 m s−2 (en charge nominale)
- Bogies : bogies équipés de pneus porteurs avec roues de sécurité et guideurs latéraux
- Vitesse maximum : 70 km/h (CC) - 80 km/h (CA)
- Portes : 3 portes par face coulissantes à ouverture automatique, ouverture de 1,65 m
- Places assises : 132 (CC) - 144 (CA)
- Capacité (en charge « confort », soit quatre personnes / m²) : 720 (CC) - 722 (CA)

Le MP 89 est équipé d'un attelage de type Scharfenberg, qui est utilisé pour le dépannage des trains.

## Parc

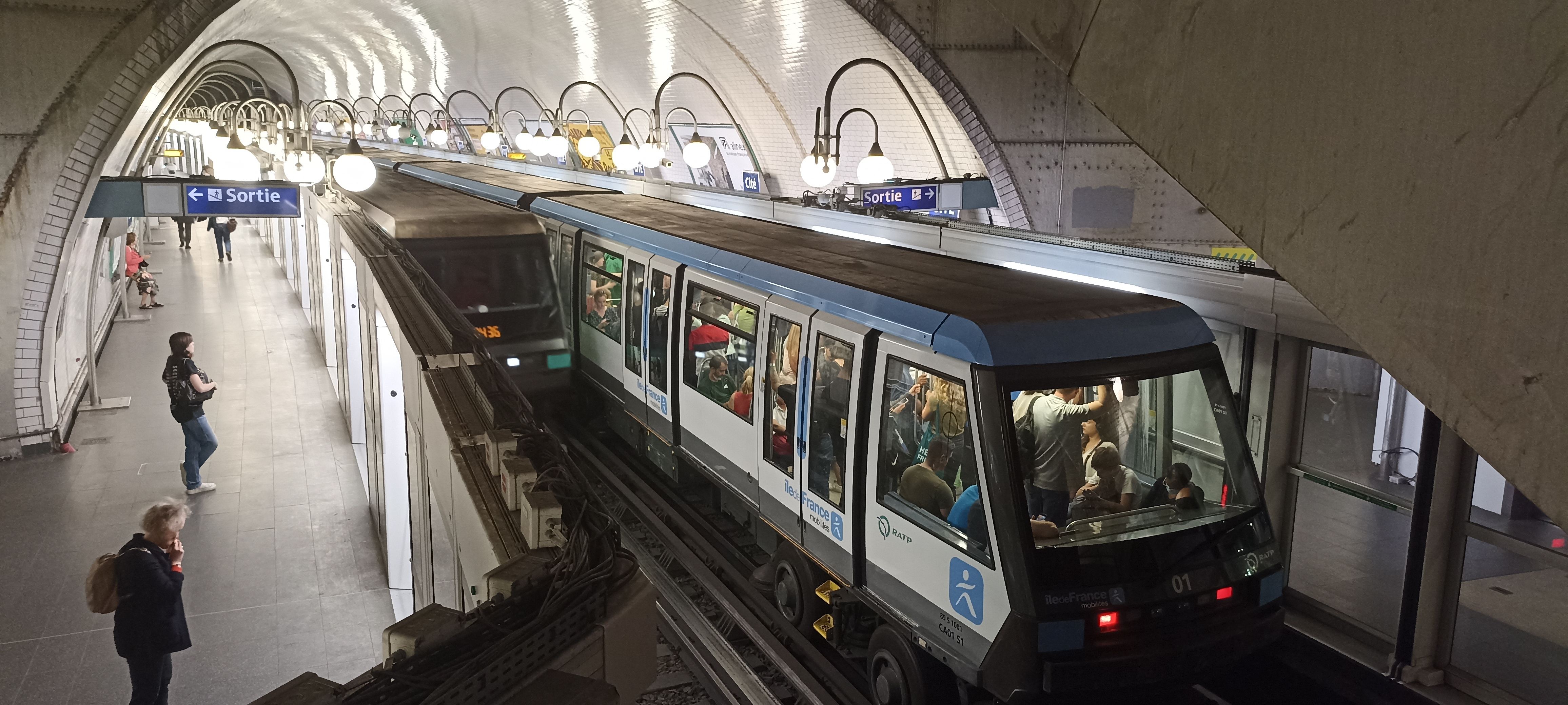
La double numérotation des MP 89 CA, est visible en bas de l'image.

En 2013, le parc de MP 89 se compose de 52 rames CC circulant sur la ligne 4, de 21 rames CA circulant sur la ligne 14. Depuis que le projet d'automatisation de la ligne 4 est lancé, des mutations sont en cours entre les lignes 14, 4 et 6. À partir de septembre 2022, les rames CA sont progressivement transférées sur la ligne 4 et depuis mars 2023, ces mêmes rames cessent de circuler sur la ligne 14. Quant aux rames CC, elles quittent progressivement la ligne 4 à partir de janvier 2023 au profit de la ligne 6 et depuis décembre 2023 elles circulent exclusivement sur la ligne 6,.
Ci-dessous, figure la logique de numérotation des caisses, avec l'exemple de trois rames,, :
| -                                 | Numéro | S impair  | N1 impair  | N2 impair  | N2 pair    | N1 pair    | S pair    |
| --------------------------------- | ------ | --------- | ---------- | ---------- | ---------- | ---------- | --------- |
| numérotation MP 89 CA             | CA01   | 89 S 1001 | 89 N1 1001 | 89 N2 1001 | 89 N2 1002 | 89 N1 1002 | 89 S 1002 |
| numérotation secondaire MP 89 CA  | CA01   | CA01 S1   | CA01 N1-1  | CA01 N2-1  | CA01 N2-2  | CA01 N1-2  | CA01 S2   |
| numérotation MP 89 CC (6 caisses) | CC01   | 89 S 001  | 89 N1 001  | 89 N2 001  | 89 N2 002  | 89 N1 002  | 89 S 002  |
| numérotation MP 89 CC (5 caisses) | CC04   | 89 S 007  | 89 N1 007  | -          | 89 N2 008  | 89 N1 008  | 89 S 008  |

## Évolutions
En 2006, la rame no 36 subit[réf. nécessaire] des modifications afin d'accueillir des écrans LCD du système Dilidam au niveau des bandeaux lumineux, préfigurant ceux des futures rames automatiques MP 05 de la ligne 1. Ces écrans sont retirés l'année suivante.
Avec la mise en service progressive des MP 05 sur la ligne 1, les rames MP 89 CC de cette ligne sont transférées sur la ligne 4. Ce transfert commence en avril 2011 et s'achève à la mise en service de l'automatisation intégrale de la ligne 1, le 21 décembre 2012.
En 2014, les MP 89 CA reçoivent un pelliculage anti-vandalisme gris clair sur la face intérieure des vantaux de portes, perdant alors leur aspect chrome. Les MP 89 CC reçoivent le même traitement à partir de 2017.
Une fois la ligne 4 automatisée, la plupart des MP 89 CC seront de nouveau transférés, cette fois sur la ligne 6 — pour y remplacer les MP 73 qui seront alors en fin de vie —, avec une composition réduite à cinq caisses pour s'adapter à la longueur des stations de la ligne 6, qui n'excède pas 75 mètres. Ces transferts devaient initialement se dérouler entre 2018 et 2023 ; toutefois, en 2021, aucun MP 89 CC n'avait encore circulé avec voyageurs sur la ligne 6, le projet ayant pris du retard. Une rénovation des MP 89 CC est envisagée à l'horizon 2023 après leur transfert sur la ligne 6, et les 52 motrices enlevées seront réformées afin d'établir un roulement sans affecter le service,.
Ce redéploiement commence en janvier 2023 et doit se poursuivre jusqu'à fin 2025. Engagée en parallèle, la légère modernisation de l'aménagement intérieur se caractérise notamment par le renouvellement partiel des coques et du revêtement de sièges, adoptant les nouvelles couleurs bleu et rouge, ainsi que le motif « Territoire » d'Île-de-France Mobilités. Les garnissages des plafonds sont également rénovés en blanc, tandis que le pelliculage anti-vandalisme sur la face intérieure des portes est renouvelé, passant du gris clair au gris-beige à motifs ondulés. Un système de vidéoprotection embarquée est par ailleurs installé au plafond, afin d'assurer la sécurité des voyageurs. À l'extérieur, la livrée RATP d'origine est conservée, simplement relevée par l'apparition du logo d'Île-de-France Mobilités.
Le transfert des MP 89 CA de la ligne 14 vers la ligne 4 ne s'accompagne d'aucune rénovation des aménagements intérieurs, mais certaines rames reçoivent la nouvelle livrée aux couleurs d'Île-de-France Mobilités, déjà appliquée aux MF 77 rénovés de la ligne 7 ainsi qu'aux MP 14.

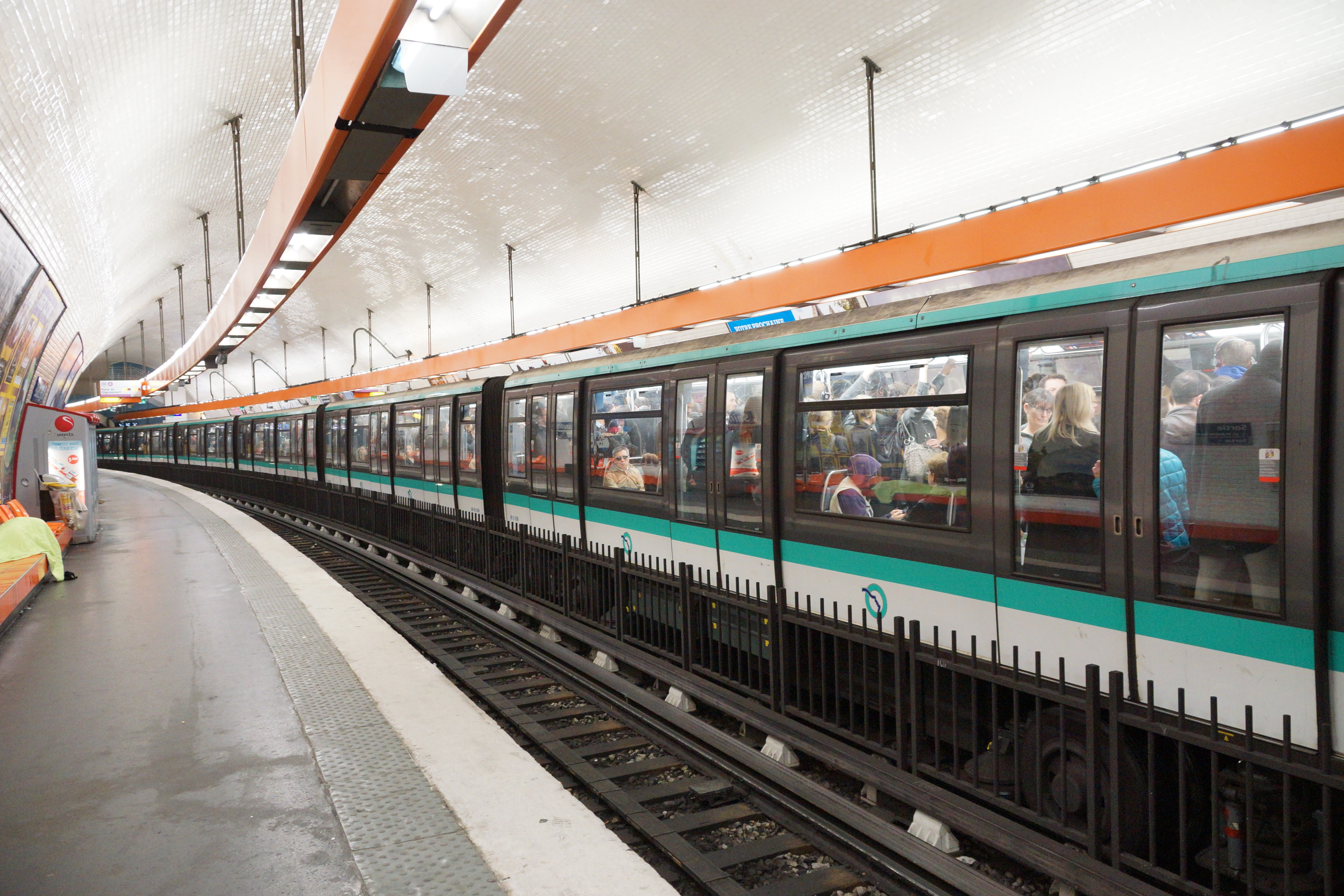
MP 89 CC à la station Saint-Michel sur la ligne 4 en 2014.
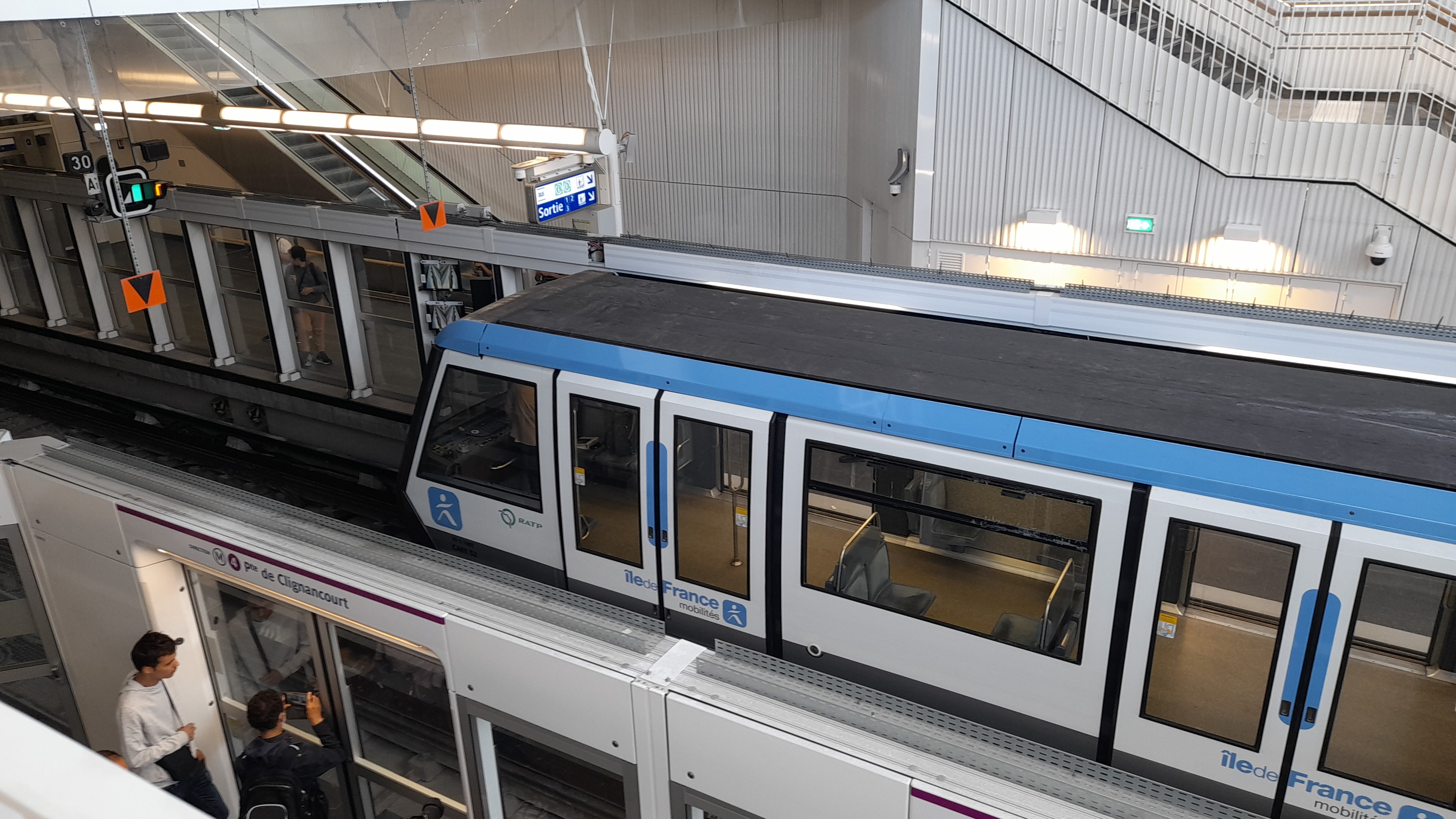
MP 89 CA en livrée Île-de-France Mobilités à la station Bagneux - Lucie Aubrac sur la ligne 4.
MP 89 CC modernisé à la station Kléber sur la ligne 6 en février 2023.
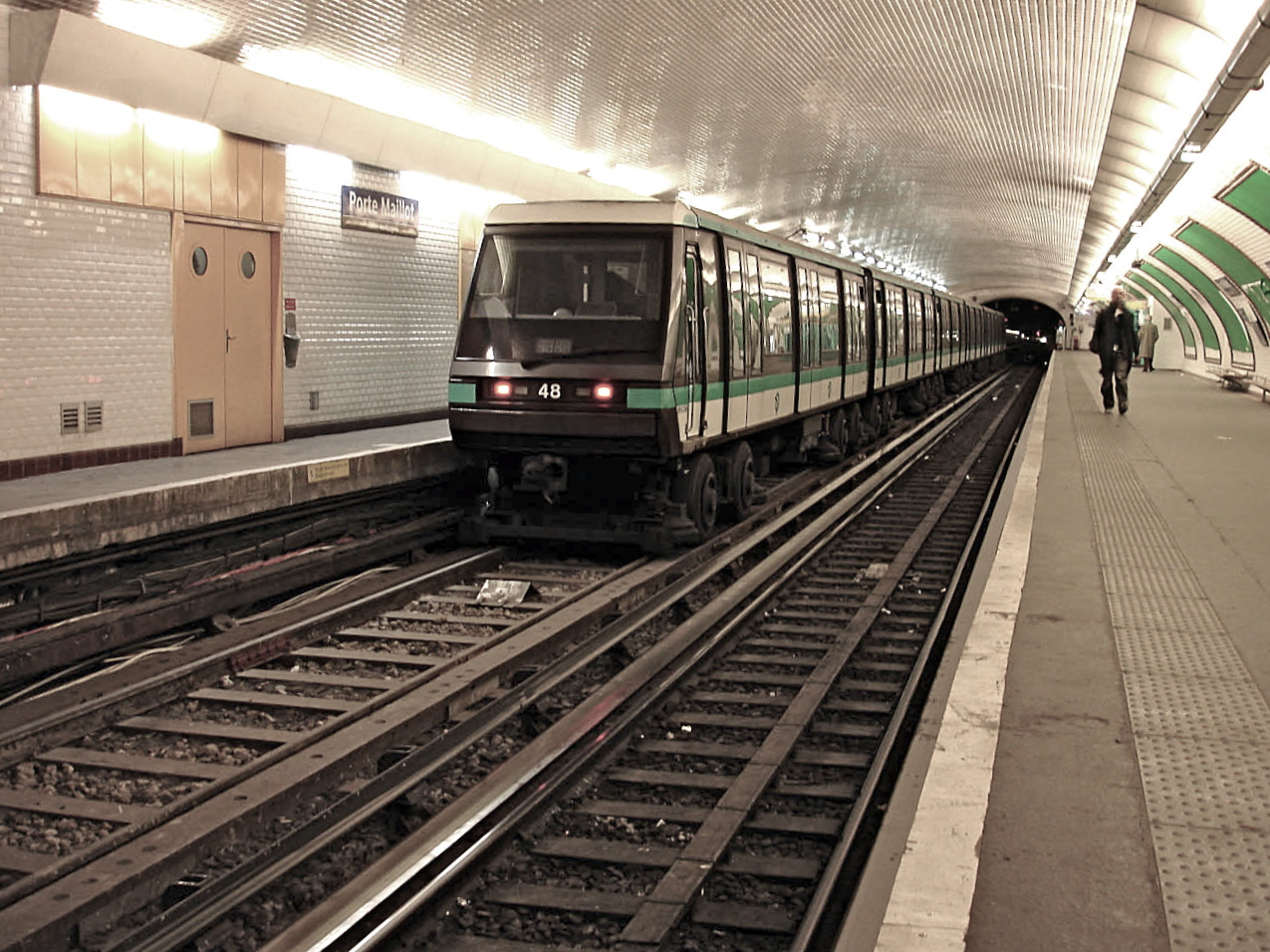
MP 89 CC à la station Porte Maillot sur la ligne 1 en novembre 2008.
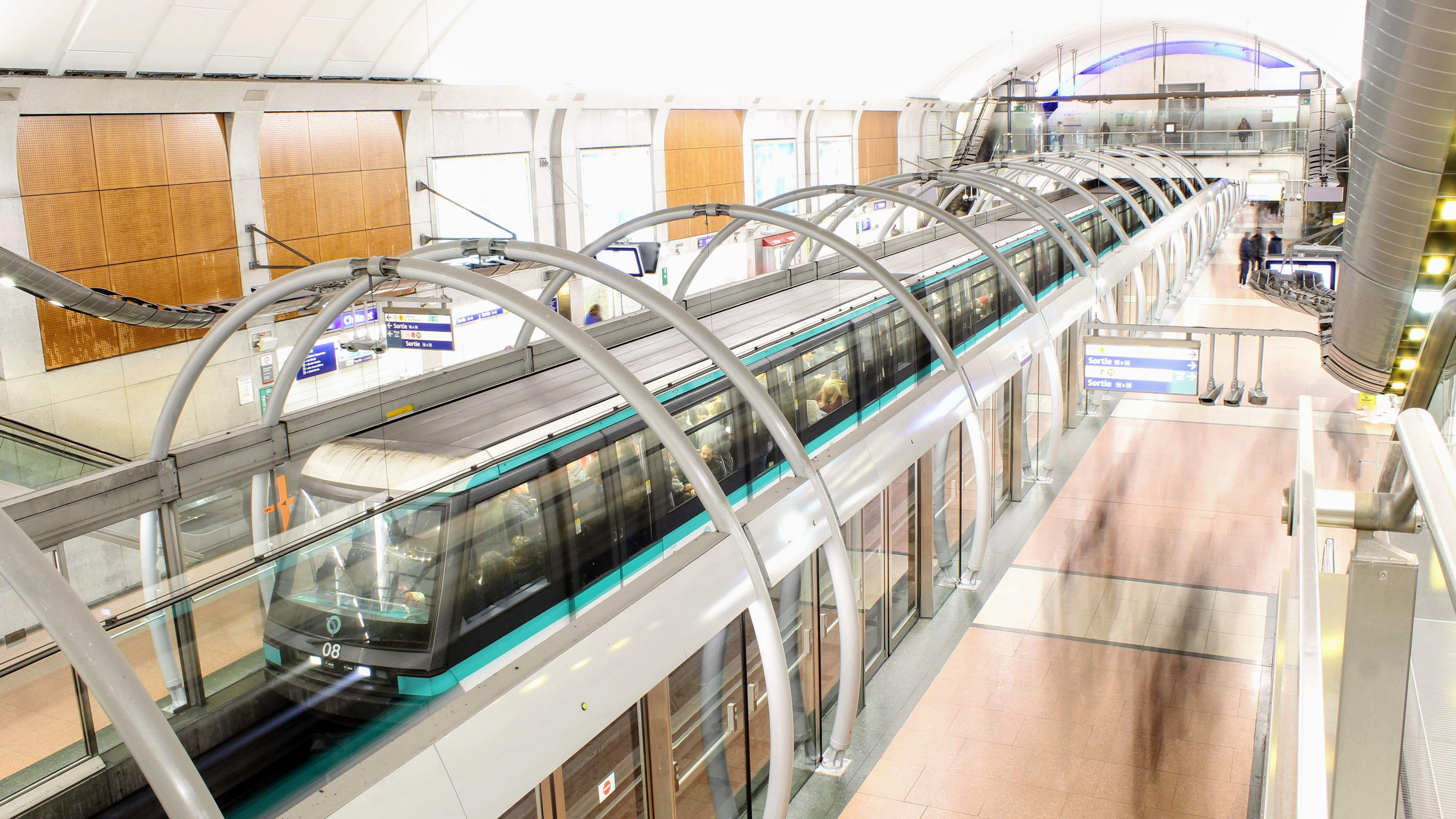
MP 89 CA à la station Châtelet sur la ligne 14 en novembre 2019.

## Autres versions

### NS-93
Une version dérivée du MP89 CC, construite par Alstom, circule dans le métro de Santiago du Chili sous la dénomination « NS-93 ». Elle a été livrée à partir de 1997 pour la ligne 5 et circule aujourd'hui principalement sur la ligne 1. Les rames ont cependant une largeur de 2,60 m, contre 2,40 m pour le MP 89, et circulent dans des compositions plus longues allant jusqu'à 8 voitures. En 2014, elles ont subi une rénovation avec l'installation de la climatisation et une nouvelle cabine construite par Construcciones y Auxiliar de Ferrocarriles (CAF).

### Be 8/8 TL
Une version dérivée du MP 89 CA à deux voitures motrices, dénommée Be 8/8 TL, a également été mise en service en octobre 2008 sur la ligne M2 du métro de Lausanne. Avec des rampes de 120 ‰, elle possède la plus forte pente au monde en adhérence,.

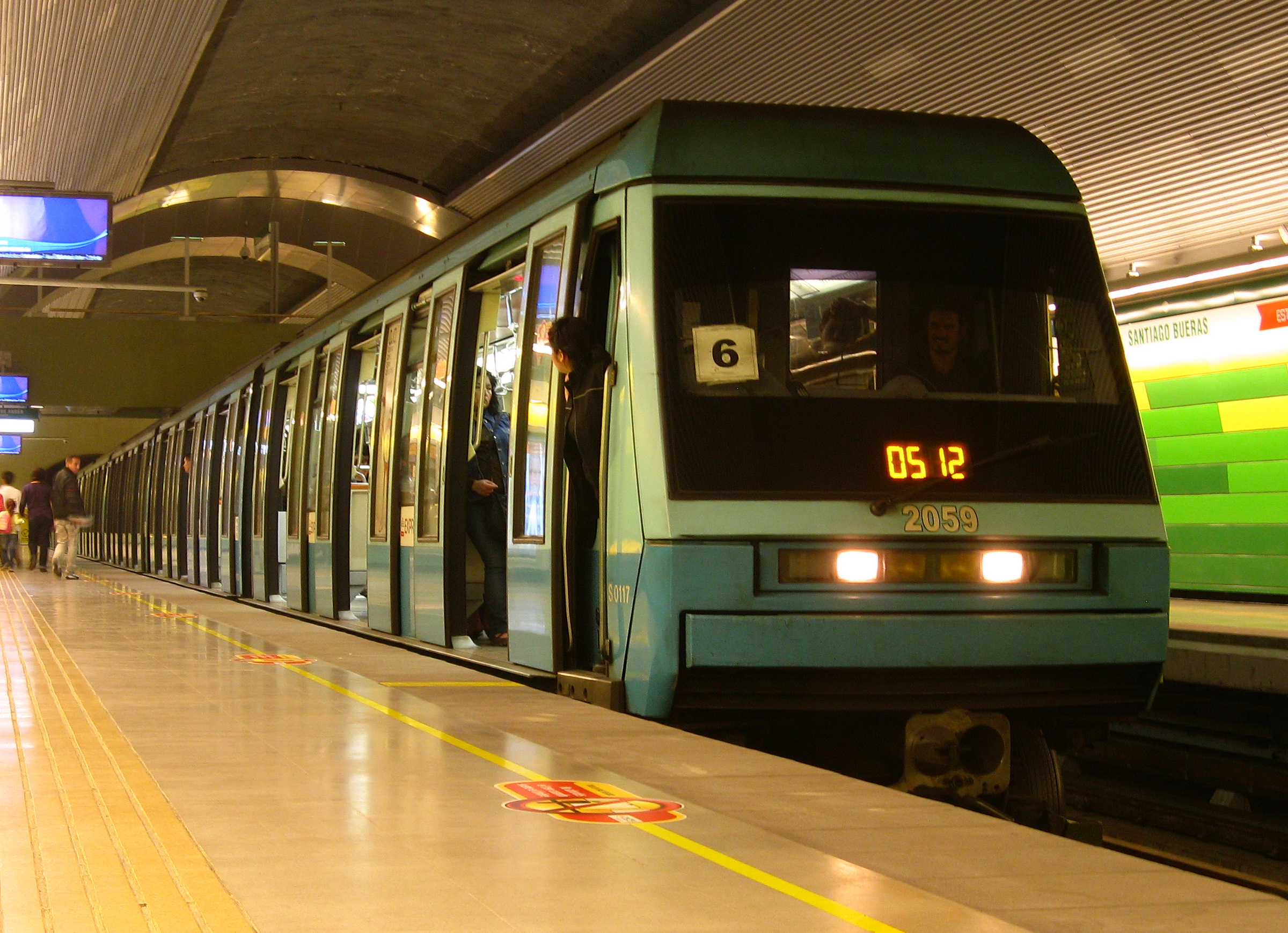
Rame NS-93 du métro de Santiago du Chili.
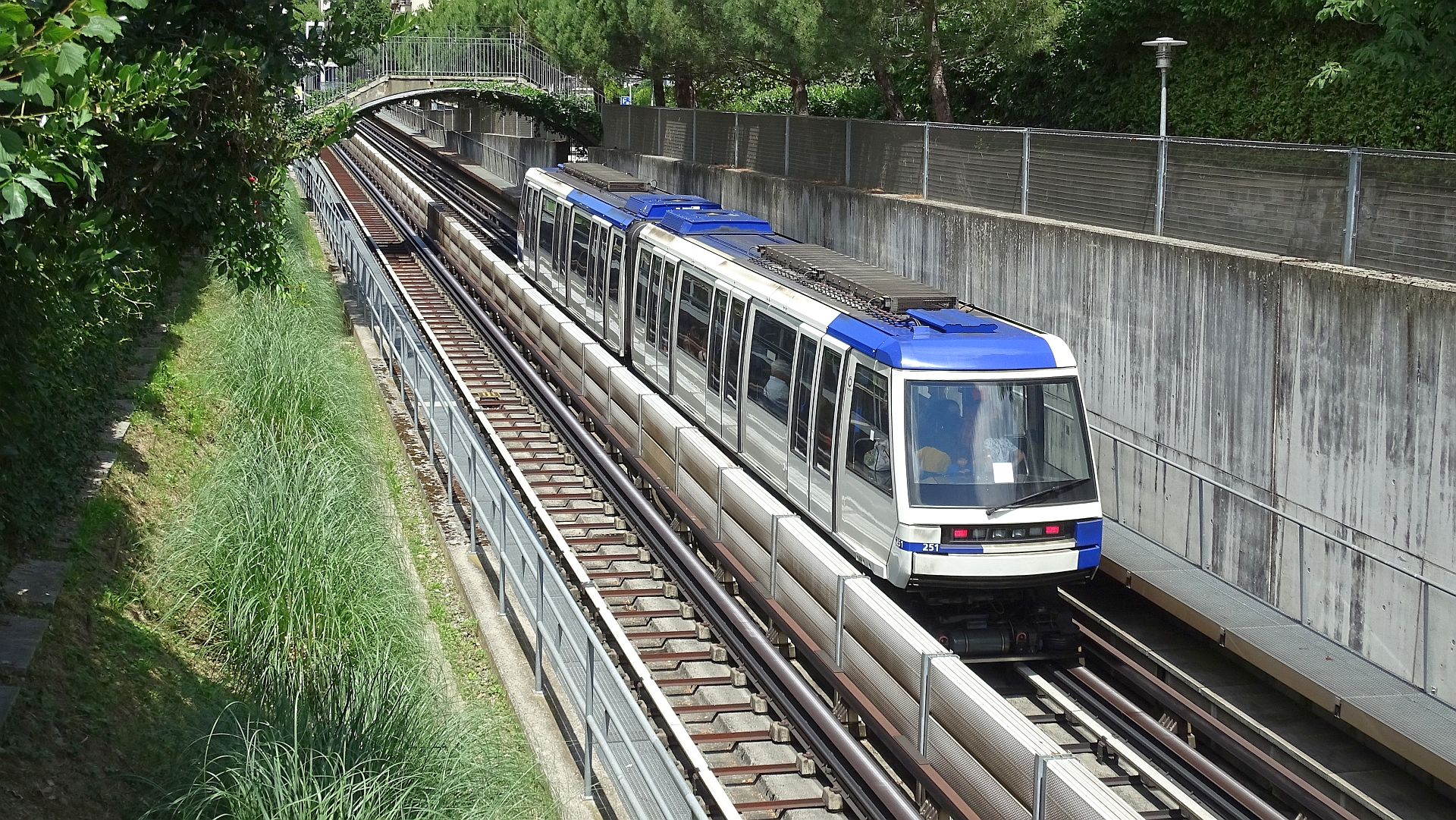
Rame Be 8/8 TL du métro de Lausanne.
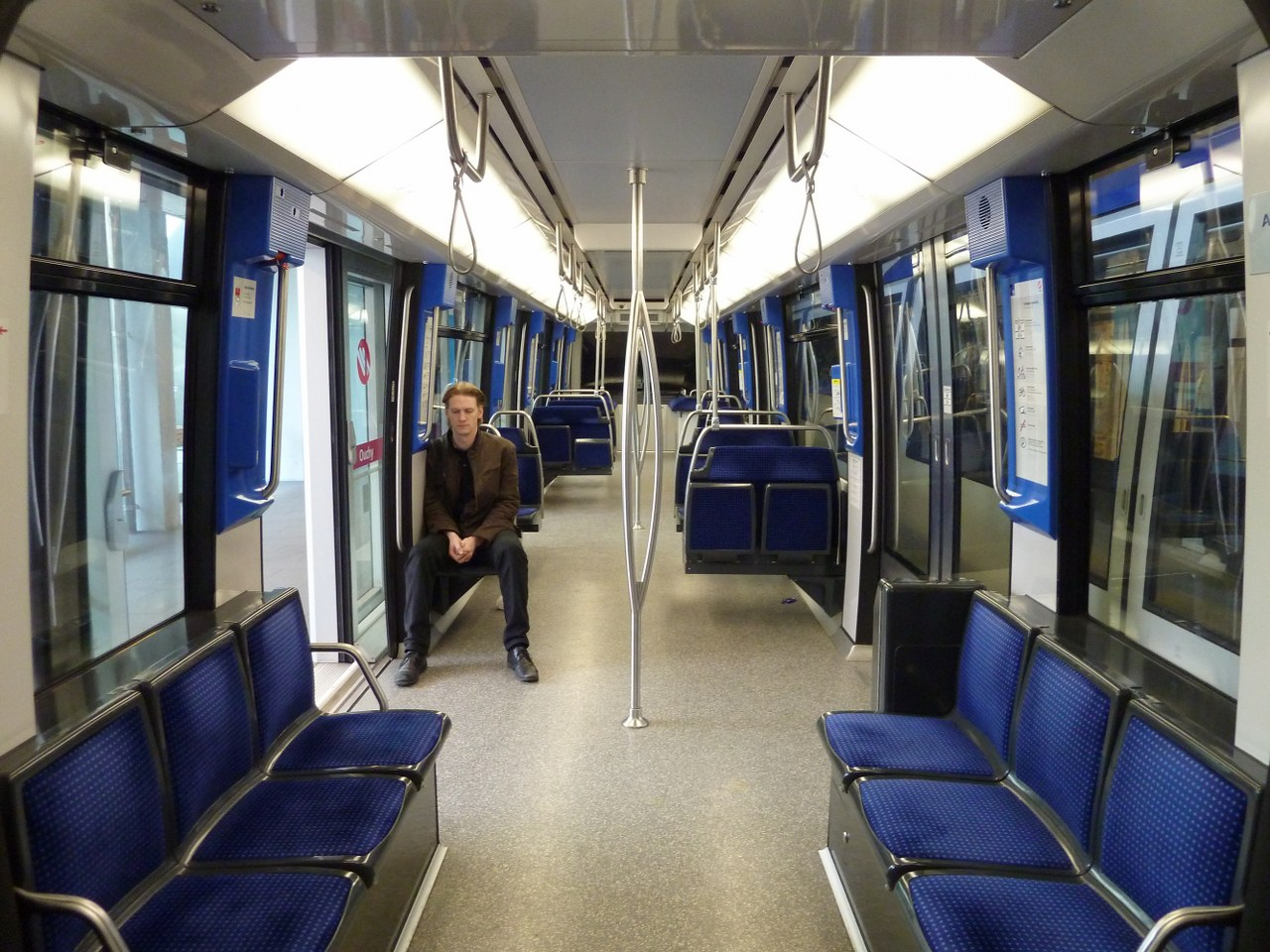
Intérieur d'une rame Be 8/8 TL.